# De ceremoniis aulae byzantinae
O ceremonijama bizantskoga dvora (lat. De ceremoniis aulae byzantinae) djelo je iz vremena bizantskog cara Konstantina VII. Porfirogeneta iz 10. stoljeća pisano na grčkom jeziku. Originalni naziv je "O carskom poretku" (Περί τῆς Βασιλείου Τάξεως).

## Sadržaj
Spis detaljno opisuje protokol i ceremonijale bizantskoga dvora. Opisuje načine na koje se bizantski car obraća svojim suvremenicima diplomatskim putem. Naglasak je na strogom hijerarhijskom poretku. Među stranim vladarima nalazio se i hrvatski arhont. Način na koji se bizantski car obraćao njemu i susjednim narodima je: